# 法伊尔宾格特
法伊尔宾格特是德国莱茵兰-普法尔茨州的一个市镇。总面积10.05平方公里，总人口1606人，其中男性837人，女性769人（2011年12月31日），人口密度160人/平方公里。